# Horizon Forbidden West
Horizon Forbidden West (укр. Горизонт: Заборонений Захід) — відеогра у жанрі рольового бойовика від третьої особи, розроблена нідерландською студією Guerrilla Games та видана Sony Interactive Entertainment 18 лютого 2022 року для PlayStation 4 та PlayStation 5. Сиквел гри Horizon Zero Dawn, що вийшла 2017 року.
Horizon Forbidden West вийшла 18 лютого 2022 року для PlayStation 4 і PlayStation 5. Її хвалили за візуальну складову, бої, вокальне виконання та технічні досягнення, тоді як сценарій і дизайн відкритого світу зумовили неоднозначні відгуки. До квітня 2023 року було продано понад 8,4 мільйона копій гри. Доповнення Burning Shores вийшло 19 квітня 2023 року ексклюзивно для версії для PlayStation 5.

## Ігровий процес
Horizon Forbidden West є рольовим бойовиком від третьої особи. Гра відбувається у відкритому світі постапокаліптичної Каліфорнії, Юти та Невади. Головною героїнею гри, як і в попередній частині, є мисливиця з племені Нора, Елой. Вона вирушає до західного узбережжя колишніх США, де зустрінеться з новими загрозами та машинами. Місце дії гри окреслене таємничою територією, відомою як Заборонений Захід. Карта більша, ніж у попередній грі, та включає серію знакових місць, серед яких зруйнований Сан-Франциско та долина Йосеміті з різними біомами. Одна з головних можливостей сиквелу — елемент дослідження підводного світу: морів, озер та річок.
Елой може користуватися пасивними та активними здібностями, що вивчаються за рахунок очок здібностей, які здобуваються за підняття рівня персонажа та виконання квестів. Здібності поділені на 6 категорій: війна, пастки, мисливство, виживання, маскування та керування машинами. Здібності можна скинути для того, щоб перерозподілити накопичені очки здібностей.
У Horizon Forbidden West вдосконалено пересування перетятою місцевістю. Елой може лазити по стінах, зачіпляючись за підсвічені жовтим кольором об'єкти, користуватися парашутом для ширяння в повітрі, та маскою для дихання під водою. На відміну від Zero Dawn, де головною зброєю був лук, тут героїня може активно користуватися списом, виконуючи ним комбінації ударів з різними ефектами.

## Сюжет
Після перемоги над Аїдом контроль над проєктом «Світанок з нуля» захопив штучний інтелект Гефест, один з модулів Геї. Оскільки інші модулі діють неузгоджено, безконтрольно поширюється отруйна червона рослинність. Упродовж пів року Елой безрезультатно шукає робочу резервну копію Геї, щоб вона впорядкувала діяльність інших штучних інтелектів. Разом зі своїм другом Варлом, Елой знаходить базу компанії «Далекий зеніт», яка планувала ще до «чуми Фаро» евакуювати частину людства в космос на зорельоті «Одіссея». Елой і Варл дізнаються, що компанія намагалася викрасти копію Геї, але цей задум був зупинений проєктом «Світанок з нуля». Не маючи більше вказівок, Варл пропонує вистежити Сайленса, який може знати більше. Вони повертаються в місто Меридіан і досліджують передатчик сигналу Геї, де Елой дізнається, що Сайленс привласнив носій Аїда. Сайленс зв'язується з Елой і пропонує зустрітися з ним на Забороненому Заході, щоб поділитися отриманими від Аїда знаннями.
Прямуючи на Заборонений Захід, Елой зустрічає плем'я Тенак у розпал громадянської війни. Їхній вождь Хекарро виступає за мир з племенем Карха, а йому протистоїть очільниця повстанців Регалла, яка бажає продовжити війну з сусідами. Елой знаходить сліди Сайленса та входить до бази, де був розроблений Аїд. Там вона остаточно видаляє дані Аїда та знаходить неповну копію Геї. Елой вирішує знайти відсутні модулі Геї та підімкнути їх. Їй вдається знайти місцезнаходження Мінерви, але на заваді стає група людей із футуристичним оснащенням і другим клоном Елізабет. Вони захоплюють другу резервну копію Геї та посилають свого силовика Еріка за Елой. Дівчині ледве вдається втекти.
Варл знаходить Елой і відвозить її до племені Утару, де Гравесінгер Зо веде Елой до сусіднього центру «Світанку з нуля», де зберігається Мінерва. Елой звільняє центр з-під контролю Гефеста і воз'єднує Мінерву з Геєю. Після цього Гея радить розшукати модулі: Ефіра, Деметру та Посейдона, і тільки в останню чергу приєднувати Гефеста. Гея також розкриває, що сигнал, який спричинив агресію Аїда, походить із зоряної системи Сіріуса. З цього Елой розуміє, люди, яких вона зустріла, є нащадками екіпажу зорельота «Одіссея». Елой спочатку повертає Ефіра, для чого спершу допомагає Гекарро у його війні проти повстанців. Потім Гея отримує сигнал лиха, який Елой та її супутники вирушають розслідувати.
В результаті вони зустрічають другого клона Елізабет, Бету, яка пояснює, що «Далекий зеніт» вже володіє Алатейєю, Артемідою та Аполлоном. Але Беті вдалося викрасти резервну копію Геї та втекти. Далі Бета пояснює, що колоністи «Далекого зеніту» завдяки технологіям продовження життя — це ті самі люди, що колись покинули Землю. Їхня колонія на Сіріусі постраждала від природного катаклізму, тому поселенці повернулися на Землю, створивши Бета-клона, щоб з її допомогою отримати доступ до Геї, знищити все живе на Землі та колонізувати планету заново.
Елой прямує до руїн Лас-Вегаса і приєднує Посейдона, частково відновлюючи при цьому функції міста. Далі вона вирушає в Каліфорнію, щоб знайти Деметру, і зустрічається з племенем Квен з-за Тихого океану, яке відправило експедицію до Північної Америки задля пошуку порятунку від екологічної катастрофи на їхній батьківщині. Елой допомагає Квену та їхній провісниці Альві отримати дані, які вони шукають, і відновлює діяльність Деметри. Гея розробляє метод захоплення Гефеста, але він вимагає коду доступу рівня Омега, котрим володів Тед Фаро. Елой шукає код у руїнах Сан-Франциско, де обшукує бункер Фаро за допомоги племені Квен та їхнього лідера Сео, який поклоняється Фаро. Увійшовши в бункер, Елой і Сео виявляють, що Фаро дожив до цього часу завдяки генній терапії, проте перетворився на результаті на потворне чудовисько. Фаро вирішує знищити бункер разом з Елой, щоб приховати таємницю свого існування. Елой вдається втекти, бункер руйнується, а Фаро гине під уламками.
Отримавши код, Елой доставляє носій Геї в Казан Близнюків, де Гефест влаштовує їм пастку. Проте Елой вдається здолати його за допомоги своїх супутників і приборкати. Незабаром прибувають лідери «Далекого зеніту» Джерард з Еріком і його лейтенантом Тільдою. Ерік вбиває Варла і повертає Бету, а Джерард краде Гею. Тільда допомагає Елой втекти і пояснює, що раніше дружила з Елізабет, і, надихнувшись вчинками Елой, хоче допомогти їй зупинити «Далекий зеніт». Вона розкриває, що Сайленс підтримував повстанців племені Тенак задля організації опору «Далекому зеніту». Скориставшись нападом повстанців, Елой і Тільда вбивають Джерарда й повертають Гею. Елой вирішує перемогти Регаллу, щоб Сайленс не мав іншого вибору, крім як співпрацювати з нею. Отож, Елой або страчує Регаллу, або переконує стати на її бік.
Елой та її супутники атакують базу «Далекого зеніту», а Регалла (якщо в цей час жива) жертвує собою, щоб захистити Елой. Сайленс майструє пристрій, яким вимикає особисті щити представників «Далекого зеніту», роблячи їх вразливим, тоді як Елой і Зо можуть вбити Еріка, а Тільда вбиває Джерарда. Елой звільняє Бету, обоє переглядають записи, з яких роблять висновок, що колонія біля Сіріуса була знищена не стихійним лихом, а створеним колоністами штучним інтелектом під іменем Немезида, який і надіслав сигнал на Землю. Тільда пояснює, що Немезида — це невдалий експеримент з оцифровування особистостей колоністів, які утворили спільний озлоблений розум. Тепер Немезида прямує на Землю, щоб знищити планету особисто. Тож «Далекий зеніт» фактично тікав від неї та сподівався вкрасти Гею, щоб за її допомогою колонізувати іншу планету. Тільда намагається переконати Елой утекти з нею на «Одіссеї», проте Елой відмовляється і змушена вбити Тільду. Сайленс зізнається, що знав про Немезиду весь час і спочатку хотів захопити «Одіссею» з метою втекти з Землі. Однак тепер він переконується, що це не єдиний варіант, тому вирішує залишитися на Землі, щоб допомогти Елой. Супутники Елой розходяться поширити попередження про Немезиду, в той час як Елой і Бета активовують вже повністю функціональну Гею.

## Завантажувані доповнення
Burning Shores (укр. Палаючі береги) — видане 19 квітня 2023 року ексклюзивно для PlayStation 5.
За якийсь час після перемоги над «Далеким зенітом» Сайленс попереджає Елой, що один член «Зеніту», аерокосмічний магнат Волтер Лондра, зник безвісти. Його останнє відоме місцезнаходження — це вулканічні землі на півдні, на місці колишнього Лос-Анджелеса, під назвою «Палаючі береги». Прибувши до Палаючих берегів, Елой зустрічає плем'я Квен і його представницю Сейку. В обмін на знищення захисної вежі «Зеніту» Сейка погоджується провести Елой до Обсерваторії Гриффіта, де може переховуватися Лондра. Сейка приводить Елой до свого поселення Флітс-Енд, пояснюючи, що її плем'я пливло до Сан-Франциско, але частина кораблів зазнала аварії на Палаючих берегах. Адмірал Ґерріт дозволяє Елой та Сейці продовжити пошуки решти команди, зокрема зниклої сестри Сейки.
Елой та Сейка руйнують вежу та пробираються до бази «Старлайт-Райз». Там вони дізнаються, що Лондра захопив зниклу команду, очолювану Квен, і примушує їх розкопувати свою стару штаб-квартиру. Він шукає дані про проєкт «MSP» біля останків величезного робота «Гора», що лежать поблизу знаку Голлівуду. Елой та Сейка натрапляють на табір Квен і з жахом бачать, що зникла команда добровільно приєдналася до Лондри, поклоняючись йому як богу, що обіцяє їм «вознесіння». Вони проникають у Зал Вознесіння, де бачать, що Лондра використовує 3D-принтер «Гора» для побудови ракети, на якій планує втекти з Землі. Проблема полягає ще й у тому, що експериментальні ядерні двигуни зі «Старлайт-Райз» при старті ракети завдадуть смертельного радіаційного опромінення всім Палаючим берегам і навколишнім територіям. Тому героїні усувають поплічника Лондри, Зету, та розслідують, що Лондра забрав решту племені до покинутого парку розваг.
Героїні проникають у парк і встановлюють контакт з особистим штучним інтелектом Лондри, «Новою». «Нова» пояснює, що Лондра має намір забрати частину племені Квен і бібліотеку зразків життя, щоб заснувати нову колонію подалі від загрози Немезиди. Однак, щоб послідовники не зрадили його, Лондра відновив і своє дослідження протоколу придушення заколоту, щоб задурманити людей. Потім «Нова» вимикає систему безпеки в обмін на те, що Елой видалить її, бо «Нова» засуджує маніпуляції Лондри над нею. Елой та Сейка потрапляють у святилище Лондри, де знаходять його, готового спокусити сестру Сейки, Кіну. Сейка втручається, змушуючи Лондру тікати назад у свій бункер під знаком Голлівуду, де той активує «Гора», підімкнувшись до блоку керування. Елой та Сейка саботують його систему охолодження, щоб змусити відкрити вразливе місце. Потім Елой проникає всередину «Гора», ламає його та вбиває Лондру.
Згодом Елой надсилає дані, забрані в Лондони, Сайленсу та допомагає Квен возз'єднання з рештою флоту. Елой також має можливість почати романтичні стосунки з Сейкою, перш ніж вони розійдуться різними шляхами. Повернувшись на свою базу, Елой зустрічається з Сайленсом, якому вдалося розшифрувати деякі дані Лондри. Це виявляється список компаній XXI століття, що розробляли експериментальну зброю, котра може стати ключем до перемоги над Немезидою.

## Розробка та реліз
Horizon Forbidden West є продовженням Horizon Zero Dawn 2017 року. Ешлі Берч, Ленс Реддік та Джон Гопкінс грають ролі відповідно Елой, Сайленса та Еренда. Гра була анонсована під час презентації PlayStation 5 та ігор до нього 11 червня 2020 року, і, як очікується, вийде 2021 року.
Повідомлялося, що версія гри для PlayStation 5 буде використовувати переваги збільшеної обчислювальної потужності консолі, спеціального твердотільного накопичувача, Tempest Engine і контролера DualSense для підтримки таких функцій, як розширений тактильний зворотний зв'язок, тривимірний просторовий звук і скорочений час завантаження. У грі також буде представлена оновлена версія рушія Decima.
5 серпня 2020 року вийшла серія коміксів від Titan Comics, в якій розповідається про події після Horizon Zero Dawn.
16 вересня 2020 року Sony оголосила, що гра буде також доступна й для власників PlayStation 4.
27 травня 2021 року Guerilla Games представила на презентації PlayStation State of Play велику 14-хвилинну демонстрацію ігрового процесу Horizon Forbidden West для Playstation 5.
25 серпня 2021 року було анонсовано перенесення дати релізу на 18 лютого 2022 року.
Український прес-офіс PlayStation провів рекламну кампанію гри, провівши фотосесію з українськими зірками в образах персонажів Horizon Forbidden West. Актор театру і кіно Тарас Цимбалюк і блогер Ян Гордієнко (YanGo) перевтілилися в нових героїв гри, а співачка Jerry Heil примірила образ Елой. У Києві в переході між станціями метро «Майдан Незалежності» та «Хрещатик» намалювали мурал, присвячений Horizon Forbidden West.
Одне з квітневих оновлень додало в гру секрет на підтримку України в боротьбі проти російської агресії: логотип Guerrilla, а також червоне серце та прапор України.
У червні 2023 року Guerrilla Games додали в одній з місцевостей згадку на пам'ять про актора Ленса Реддіка, котрий грав у Horizon Forbidden West незадовго до своєї смерті.

## Оцінки й відгуки
| Агрегатор  | Оцінка |
| ---------- | ------ |
| Metacritic | 88/100 |

| Видання                   | Оцінка  |
| ------------------------- | ------- |
| Destructoid               | 8.5/10  |
| Easy Allies               | 9/10    |
| Electronic Gaming Monthly | [ 35 ]  |
| Game Informer             | 9.25/10 |
| GameRevolution            | 9/10    |
| GameSpot                  | 8/10    |
| GamesRadar+               | [ 39 ]  |
| Hardcore Gamer            | 4/5     |
| IGN                       | 9/10    |
| Push Square               | [ 42 ]  |
| Shacknews                 | 9/10    |
| The Guardian              | [ 44 ]  |
| VG247                     | [ 45 ]  |
| VideoGamer.com            | 8/10    |

Гра зібрала в цілому високі оцінки, середній бал на Metacritic складає 88 зі 100.
Саймон Керді з IGN описав Horizon Forbidden West як чудове продовження та роботу над помилками. За його спостереженням, роботи дуже деталізовані, а бої жваві та переконливо реалістичні. Як характеризував критик, Варл забезпечує теплі товариські стосунки на противагу самотнім пригодам в Zero Dawn. Крім того зазначалося, що в грі різноманітні персонажі та локації, на відміну від попередньої гри, що мала дуже обмежений і повторюваний необов'язковий вміст; навіть безцільне блукання винагороджується випадковими подіями. В той же час механіка лазіння по стінах описувалася як заслабка як на 2022 рік. Згідно з вердиктом, «Horizon Forbidden West — це тріумфальне поєднання захопливого бою, найвищого рівня дизайну істот і персонажів, а також принадливого відкритого світу, Horizon Forbidden West — абсолютний вибух і фантастична демонстрація потужності PS5».
На думку Дома Пеппіата з VG247, Horizon Forbidden West мало чим відрізняється від Zero Dawn у плані якості, роблячи акцент на кількості всього, що тільки можна зустріти. Так, гра надає широку свободу в тактиці бою з використанням оригінальної зброї: лука, вибухових списів, бумерангів, плазмових арбалетних болтів, кислотних бомб тощо. Значний внесок до сюжету роблять місії на лояльність супутників у стилі Mass Effect 2, хоча відволікання від головного завдання не завжди вдалі. Проте «Те, чого бракує „Забороненому Заходу“ в наративному ефекті, вона компенсує своїм боєм і деякими вражаюче продуманими декораціями». З найбільших недоліків критик вказував те, що на «пишність та інтригу центрального сюжету» кидає тінь безпорадність навколишніх жителів, чиї завдання доводиться виконувати.
Українське видання «Na chasi» відгукнулося: «Horizon Forbidden West однозначно потішить тих, кому сподобалася Zero Dawn в абсолютно всіх аспектах. Якщо ж розглядати гру без контексту попередниці, це яскравий і приголомшливо красивий відкритий світ зі свіжим нетривіальним сетингом та захопливим сюжетом, в якому надзвичайно цікаво проводити час, і з якого, скільки б не грав, виходити не хочеться».